# Liste der Monuments historiques in Flavacourt
Die Liste der Monuments historiques in Flavacourt führt die Monuments historiques in der französischen Gemeinde Flavacourt auf.

## Liste der Bauwerke
| Bezeichnung     | Beschreibung | Standort | Kennzeichnung | Schutzstatus | Datum | Bild           |
| --------------- | ------------ | -------- | ------------- | ------------ | ----- | -------------- |
| Kirche St-Clair |              | (Lage)   | PA00114687    | Classé       | 1931  | weitere Bilder |

## Liste der Objekte
- Monuments historiques (Objekte) in Flavacourt in der Base Palissy des französischen Kultusministeriums